# Vöhlin-Gymnasium
Das Vöhlin-Gymnasium ist eines von zwei staatlichen Gymnasien in Memmingen.

## Geschichte
Der Name des Gymnasiums leitet sich von der Großhandels- und Patrizierfamilie Vöhlin ab. Sie war eine der bedeutendsten Familien in Memmingen. Das Wappen der Vöhlin zeigt in Silber einen schwarzen Balken, belegt mit drei silbernen Großbuchstaben P. Eine der möglichen Bedeutungen ist: Piper Peperit Pecuniam, das heißt: Der Pfeffer hat das Geld gebracht. In der Stadt und in ganz Europa spielte sie eine große Rolle durch ihre Tätigkeit im Fernhandel. Ihre reichsstädtische Politik, die frommen Stiftungen und viele Künstleraufträge machten sie berühmt. Die Patrizierfamilie Vöhlin stellte siebenundzwanzigmal den Bürgermeister der ehemaligen Reichsstadt.
Das Vöhlin-Gymnasium war das traditionelle Mädchengymnasium der Stadt Memmingen. Die Wurzeln gehen auf die Höhere Töchterschule von 1862 in den Räumen der Elsbethen-Schule zurück. 1924 wurde aus der Höheren Töchterschule die Höhere Mädchenschule. 1931 erfolgte der Umzug in den Hallhof. 1932 war die Schule ein sogenanntes Städtisches Lyzeum, eine sechsklassige Oberschule für Mädchen. Nach dem Zweiten Weltkrieg erfolgte 1956 der Umzug in die frei gewordene Reichshainschule. 1966 ist das eigentliche Gründungsjahr als Schulform eines Gymnasiums. 1983, nach dem Umzug an den Kaisergraben, wurden auch erstmals Jungen aufgenommen. 1993 folgte die Einführung des Europäischen Gymnasiums. 2012 wurde eine aufwändige Sanierung des Gebäudes am Kaisergraben abgeschlossen. Im Jahr 2015 erhielt das Gymnasium die Europa-Urkunde des Freistaats Bayern für ihr Engagement im Sinne der europäischen Idee.

## Ausbildungsausrichtung
Das Gymnasium bietet drei Ausrichtungen mit acht Sprachrichtungen im Rahmen eines achtjährigen Gymnasiums an.
1. Sprachliches Gymnasium (SG)
2. Naturwissenschaftlich-technologisches Gymnasium (NTG)
3. Wirtschafts- und sozialwissenschaftliches Gymnasium (WSG)

## Schüleraustauschprogramm
Es existieren Schüleraustauschprogramme mit Schulen in Italien, Ungarn, Frankreich und USA:
- Liceo Monna Agnese in Siena, Italien
- Petöfi Sándor Gimnázium in Budapest, Ungarn
- Centre Scolaire Aux Lazaristes in Lyon, Frankreich
- Larramendi Ikastola in Mungia, Spanien
- Greenway High School in Glendale, Arizona (USA), seit 2012 unterbrochen

## Bekannte ehemalige Schüler
- Hedwig Bilgram (* 1933), Organistin und Cembalistin
- Gertrud Otto (1895–1970), Kunsthistorikerin
- Julia Teresa Rinderle (* 1990), Pianistin